# Classement Freinet
 (mars 2025).
Si vous disposez d'ouvrages ou d'articles de référence ou si vous connaissez des sites web de qualité traitant du thème abordé ici, merci de compléter l'article en donnant les références utiles à sa vérifiabilité et en les liant à la section « Notes et références ».
Le classement Freinet (« Pour Tout Classer ») est un système de classification de bibliothèque, utilisé dans les centres de documentation de certaines écoles fondamentales (primaires), et qui a été imaginé par Célestin Freinet pour faciliter la recherche documentaire et l'utilisation de la « Bibliothèque de travail ».
Les principes de cette classification sont simples : tout ce qui peut être classé a été réparti selon douze grandes divisions. Douze rubriques divisées selon le principe de la Classification décimale de Dewey en 10 sous-rubriques à nouveau divisées en 10. 
Parce qu'elle est dans une logique de vie de classe, cette classification est plus accessible pour les élèves que la classification officielle des centres de documentation. La dernière révision date de 1984. Elle est encore utilisée, en plus de l'usage des mots-clés, sur informatique.

## Les douze grandes divisions

### 0. Ouvrages de référence
- 00 Généralités
- 01 Dictionnaires de langue française
- 02 Dictionnaires en langues étrangères
- 03 Dictionnaires bilingues, trilingues…
- 04 Autres Dictionnaires (noms propres, lieux…)
- 05 Encyclopédies
- 06 Répertoire, bibliographies
- 07 Usuels (manuels scolaires)

### 1. Milieu naturel
- 11 Les terrains (géologie)
- 12 Le relief
- 13 Les eaux douces
- 14 Les océans et les mers
- 15 Les climats et la végétation
- 16 Le ciel (astronomie)
- 17 Nature et vie (écologie)

### 2. Les plantes
- 21 Étude de la plante
- 22 Les plantes à fleurs
- 23 Les plantes sans fleurs ni graines
- 24 Les êtres microscopiques

### 3. Animaux
- 30 Généralités et étude du corps (chez l'humain et les animaux)
- 31 La santé de l'humain
- 32 Les mammifères (sauf l'homme)
- 33 Les oiseaux
- 34 Les reptiles et les batraciens
- 35 Les poissons
- 36 Les insectes (articulés)
- 37 Autres articulés
- 38 Les mollusques
- 39 Autres animaux

### 4. Autres sciences
- 41 Mathématiques
- 42 Sciences physiques
- 43 Chimie
- 44 Technologie

### 5. Agricultures et alimentation
- 51 Travail de la terre
- 52 Cultures
- 53 Élevage
- 54 La forêt (exploitation)
- 55 La pêche
- 56 La chasse
- 57 Industries alimentaires
- 58 Les aliments
- 59 Les boissons

### 6. Travail et industrie
- 60 Généralités
- 61 Sources d'énergie et moteurs
- 62 Mines et carrières
- 63 Les métaux
- 64 Industrie chimique
- 65 Industrie textile et vêtements
- 66 Industrie du bâtiment, habitation et mobilier
- 67 Autres industries

### 7. La cité et les échanges
- 71 L'agglomération, la commune
- 72 Le commerce
- 73 Transports routiers
- 74 Transports ferrés
- 75 Transports fluviaux
- 76 Transports maritimes
- 77 Transports aériens et spatiaux
- 78 Poste, télécommunications et information
- 79 Voyage et tourisme

### 8. Société
- 81 La population
- 82 Les contrats (questions éco. et sociales)
- 83 Organisation administrative de la société
- 84 Organisation politique de la société
- 85 Rapports entre les nations

### 9. Culture et loisirs
- 91 Éducation et instructions
- 92 Les langues
- 93 Littérature et philosophie
- 94 Les religions
- 95 Arts et spectacles
- 96 Sports et jeux

### G. Géographie
- G0 L'étude de la géographie
- G1 Géographie générale
- G2 Géographie locale et régionale
- G3 Notre pays
- G4 L'Europe
- G5 L'Asie
- G6 L'Afrique
- G7 L'Amérique
- G8 L'Océanie
- G9 Le monde polaire

### H. Histoire
- H1 La préhistoire
- H2 L'Orient, la Grèce
- H3 Rome et les débuts du Moyen Âge (de -700 à 987)
- H4 Le Moyen Âge (de 987 à 1492)
- H5 La monarchie absolue (de 1492 à 1789)
- H6 Luttes pour la démocratie (1789 à 1848)
- H7 Organisation de la république (1848 à 1914)
- H8 L'histoire contemporaine (1914 à aujourd'hui)